# 一人芝居
一人芝居（独り芝居）（ひとりしばい）とは、芝居の形態で、一般的な演劇のように複数人の演者は出演せず、1人の演者で全ての人物・場面を演じ分けるもの。
日本では大正・昭和時代の汐見洋が先駆者と言われており、その後に杉村春子や坂本長利、渡辺美佐子らの名前が挙がる。現在ではイッセー尾形が代表的な役者として挙げられる。また、昨今では、井上ひさし脚本の一人芝居『化粧二題』を、内野聖陽が好演し、芸術選奨文部科学大臣賞や、文化庁優秀賞に輝くなど、大きな話題を呼んだ。